# Олефиры

Олефиры (укр. Олефіри) — село,
Остапьевский сельский совет,
Великобагачанский район,
Полтавская область,
Украина.
Код КОАТУУ — 5320283604. Население по переписи 2001 года составляло 44 человека.

## Географическое положение
Село Олефиры находится в 3-х км от левого берега реки Хорол.
На расстоянии в 1 км расположены сёла Остапье и Кравченки.
По селу протекает пересыхающий ручей с запрудой.